# داستين فوكس
داستين فوكس (بالإنجليزية: Dustin Fox)‏ هو لاعب كرة قدم أمريكية أمريكي، ولد في 8 أكتوبر 1982.

## وصلات خارجية
- داستين فوكس على موقع مرجع كرة القدم المحترفة.كوم (الإنجليزية)